# Нильсен, Спенсер
Спенсер Нильсен (англ. Spencer Nilsen) — композитор музыки для видеоигр; известен по саундтрекам к Sega CD версии «Ecco the Dolphin» и «Ecco: The Tides of Time», а также по музыке американской версии «Sonic CD». Он был основателем и генеральным директором Sega Music Group и Off Planet Entertainment.
Спенсер Нильсен занимается музыкой начиная с середины 1970-х. Он начинал как сессионный клавишник. Позже работал в качестве антрепренёра с исполнителями как Элтон Джон, U2, Стинг и Aerosmith.
В настоящее время, он преподаёт в Школе цифрового кинопроизводства Сан-Франциско.
Спенсер Нильсен бывший президент "Ex'pression College for Digital Arts" в Эмеривилле, Калифорния. Он также является владельцем и соучредителем "Illumina Studios", компании, предлагающей полный спектр услуг в области медиа-дизайна и производства.